# Vector aleatorio
Un vector aleatorio es un vector formado por una o más variables aleatorias escalares. Por variable aleatoria escalar nos referimos a una variable que toma valores en un cuerpo. Normalmente, este cuerpo es el de los números reales o el de los números complejos. 

## Distribución de Probabilidad
Cada vector aleatorio da lugar a una medida de probabilidad en {\displaystyle \mathbb {R} ^{n}} con la Álgebra de Borel como la sigma álgebra subyacente. Esta medida también es conocida como distribución de probabilidad conjunta, distribución conjunta o distribución multivariada de un vector aleatorio.
Las distribuciones de cada una de las variables aleatorias componentes {\displaystyle X_{i}} son llamadas distribuciones marginal. La distribución de probabilidad condicional de {\displaystyle X_{i}} dado {\displaystyle X_{j}} es la distribución de probabilidad de {\displaystyle X_{i}} cuando {\displaystyle X_{j}} es conocida.
La función de distribución acumulada {\displaystyle F_{X}:\mathbb {R} ^{n}\to [0,1]} de un vector aleatorio {\displaystyle \mathbf {X} =(X_{1},\dots ,X_{n})^{T}} está definida como
{\displaystyle F_{\mathbf {X} }(\mathbf {x} )=\operatorname {P} [X_{1}\leq x_{1},\dots ,X_{n}\leq x_{n}]}
donde {\displaystyle \mathbf {x} =(x_{1},\dots ,x_{n})^{T}}.
Otros ejemplos de distribuciones vectoriales son la distribución de Dirichlet y la distribución multivariante de Student.
- Datos: Q3179949